# Australiodillo haplophthalmides
Australiodillo haplophthalmides är en kräftdjursart som beskrevs av Henri Dalens 1993. Australiodillo haplophthalmides ingår i släktet Australiodillo och familjen Armadillidae. Inga underarter finns listade i Catalogue of Life.